# Cima Brenta Alta
Die Cima Brenta Alta (italienisch Cima alta, hohe Spitze) ist ein 2960 Meter hoher Berg der Brentagruppe, einem Gebirge in den südlichen Kalkalpen in der italienischen  Provinz Trient. Er gehört zu der sogenannten Sfulmini-Kette (ital. Catena degli Sfulmini oder kurz gli Sfulmini), einer Reihe von nadel- oder turmförmigen Felsgipfeln, die sich in nord-südlicher Richtung erstreckt. Der Berg erscheint von Nordosten gesehen als gewaltiger Felsklotz, der mit seiner etwa 600 Meter hohen Nordostwand das Gebiet dominiert. Wie viele Gipfel der Brenta besteht auch die Alta aus festem Dolomitgestein, was sie vor allem für Kletterer zu einem attraktiven Ziel macht; zahlreiche Routen führen zum Gipfel. Zuerst bestiegen wurde der Berg am 19. August 1880 von den Trentiner Alpinisten Annibale Apollonio und Giorgio Rossaro, geführt von den Brüdern Bonifacio und Matteo Nicolussi aus Molveno. Durch seine leichte Erreichbarkeit über den unschwierig zu erkletternden Normalweg ist die Cima Brenta Alta ein beliebtes Ziel vom Rifugio Tomaso Pedrotti (Pedrottihütte) aus.

## Geologie
Siehe: Crozzon di Brenta

## Umgebung
Die Cima Brenta Alta liegt in der Bergkette der Sfulmini, die im Süden von dem Wegübergang Bocca di Brenta (Höhe 2549 m) begrenzt wird und im Norden von der Bocchetta di Molveno, die auf einer Höhe von 2746 Metern liegt. Der höchste benachbarte Berg ist im Süden, jenseits der Bocca di Brenta, die 2809 Meter hohe Cima Brenta Bassa (basso, niedrig). Nördliche Nachbarn sind die nadelförmigen „Glockentürme“ Campanile Basso und Campanile Alto mit 2883 und 2937 Metern Höhe. Nach Osten hin fällt das Gelände ins Val delle Seghe ab, nach Süden ins Val d'Ambiéz und nach Westen ins Val Brenta. Nächstgelegene Ortschaften sind im Nordwesten das gut 7,5 Kilometer Luftlinie entfernte Madonna di Campiglio im Campigliotal, im Südosten liegt das etwa 6,5 km entfernte Molveno am Lago di Molveno und ca. 12 km im Süden, San Lorenzo in Banale.

## Stützpunkte und Routen
Der heutige Normalweg, der leichteste Anstieg, folgt den Erstbesteigern. Ausgangspunkt ist die südöstlich der Cima gelegene Pedrottihütte auf 2496 Metern Höhe, westlich oberhalb von Molveno. Von der Hütte aus führt der Weg Nr. 318 hinauf zur Bocca di Brenta und dann in nördlicher Richtung hinauf zu einem Kamin am Einstieg. In leichter Kletterei im Schwierigkeitsgrad UIAA I und II geht es über Schuttterrassen und die für das Gestein Dolomia Principale charakteristischen Bänder zum Gipfel in einer Gehzeit von, laut Literatur, zwei Stunden.
Ernsthafte Kletterrouten führen seit den 1920er Jahren über die Südkante (UIAA V-, Erstbegeher Miori und Prati 1926) und durch die Westwand (Stegerroute, UIAA III, Agostini und Steger 1928). 1972, als das Technische Klettern weit verbreitet war, stiegen Anghileri, Gogna und Rava über die Nordostkante auf den Gipfel der Cima Brenta Alta. Sie setzten 85 Felshaken in der senkrechten, 470 Meter hohen Route. Weitere anspruchsvolle Klettereien sind an der Nordostwand zu finden.